# Sebastian Stojetz
Sebastian Stojetz (* 1. Februar 1989 in München) ist ein deutscher Drehbuchautor und Regisseur.

## Biografie
Stojetz studierte nach dem Abitur an der Hochschule für Fernsehen und Film München im Bereich Drehbuch und Dramaturgie bei Michael Gutmann. Neben Kursen in „Creative Writing“ unter Doris Dörrie absolvierte er die Masterclass Werbung. 2014 war er mit seinem SpecSpot „Hofbräu – Klassentreffen“ für den First Steps Award in Berlin nominiert. Die zwei von ihm verfassten HFF-Kurzfilme „Fünf Meter Panama“ und „Eine Rolle mit Stil“ wurden jeweils mit dem SKY Blaue Blume Award im Rahmen der Berlinale ausgezeichnet. Zudem gewann er den Preis der Beta Film mit seinem komödiantischen Serien-Konzept „The Empty Fridge“ im Rahmen des „SKY writers’ room Contest“.
Von 2015 bis 2017 war er Autor der Webserie Der Lack ist ab (Staffeln 1–3) von Kai Wiesinger und Bettina Zimmermann. 2016 feierte die dritte Staffel der Serie Premiere auf dem Filmfest München. 2018 realisierte er sein Regie-Debüt mit Technically Single, die als allererste Webserie vom FilmFernsehFonds Bayern gefördert wurde und in der Alina Stiegler sowie Maria Furtwängler mitspielen. Technically Single feierte Festival-Premiere auf dem Filmfest Hamburg 2018 und ist ab dem 13. Oktober 2018 auf Maxdome, sixx.de sowie später bei Joyn zu sehen. Er ist Creator & Autor der beliebten ARD/Degeto-Reihe Toni, männlich, Hebamme (Hauptrolleː Leo Reisinger und Wolke Hegenbarth), die von der Bavaria Fiction produziert wird. Die Folge „Nestflucht“ konnte mit über 11,5 % MA die beste Quote bei der Zielgruppe der 14–49-Jährigen auf dem Sendeplatz erreichen.

## Filmografie als Autor/Regisseur (Auswahl)
- 2010: Mit Händen und Füßen (Kurzfilm), Regie
- 2012: Fünf Meter Panama (Kurzfilm), Drehbuch
- 2012: Erntefaktor Null (Kurz-Dokumentarfilm), Dramaturgie & Musik
- 2013: Eine Rolle mit Stil (Kurzfilm), Drehbuch
- 2013: Greenpeace – Ice is Melting (Social Spot), Konzept & Regie
- 2013: Gesellschaft macht Schule – Wir sind viele (Social Spots), Konzept & Regie
- 2014: Hofbräu – Klassentreffen (Werbefilm), Konzept & Regie
- 2015–2017: Der Lack ist ab (VoD-Serie, 3 Staffeln à 10–11 Folgen, Amazon Prime Original), writers' room & Drehbuch
- 2017: Einmal bitte alles (Spielfilm), Dramaturg
- 2018: Technically Single (Mini-Serie, 5 Folgen, Maxdome & Joyn), Buch & Regie
- 2019ː Toni, männlich, Hebamme – Allein unter Frauen (TV-Reihe, ARD Degeto), Reihen-Idee & Drehbuch[16]
- 2019: Toni, männlich, Hebamme – Daddy Blues (TV-Reihe, ARD Degeto), Reihen-Idee & Drehbuch[17]
- 2020: Toni, männlich, Hebamme – Sündenbock (TV-Reihe, ARD Degeto), Reihen-Idee & Drehbuch[18]
- 2020: Toni, männlich, Hebamme – Eine runde Sache (TV-Reihe, ARD Degeto), Reihen-Idee & Drehbuch[19]
- 2021: Toni, männlich, Hebamme – Nestflucht (TV-Reihe, ARD Degeto), Reihen-Idee & Drehbuch[20]
- 2021: Toni, männlich, Hebamme – Gestohlene Träume (TV-Reihe, ARD Degeto), Reihen-Idee & Drehbuch[21]
- 2023: Toni, männlich, Hebamme – Eine Klasse für sich (TV-Reihe, ARD Degeto), Reihen-Idee & Drehbuch[22]
- 2023: Toni, männlich, Hebamme – Mächtig schwanger (TV-Reihe, ARD Degeto), Reihen-Idee & Drehbuch[23]
- 2024: Toni, männlich, Hebamme – Baby im Korb (TV-Reihe, ARD Degeto), Reihen-Idee & Drehbuch
- 2024: Toni, männlich, Hebamme – Das Glück der Anderen (TV-Reihe, ARD Degeto), Reihen-Idee & Drehbuch
- 2025: Hubert ohne Staller (TV-Serie, ARD/BR), Regie[24]

## Festivals & Auszeichnungen
- 2013: SKY Writers' Room Contest – Sonderpreis[25]
- 2014: First Steps Award Nominierung – für „Hofbräu – Klassentreffen“[26]
- 2014: Spotlight-Festival BRONZE – für „Gesellschaft macht Schule – Wir sind viele“[27]
- 2015: SKY Blaue Blume Award in BRONZE – für „Eine Rolle mit Stil“[28]
- 2016: SKY Blaue Blume Award in GOLD – für „Fünf Meter Panama“[29]
- 2016: Melbourne Webfest – WINNER „Best International Comedy“ – für „Der Lack Ist Ab“ („The Glory Is Gone“)
- 2018: Melbourne Webfest – 5 Nominierungen (u. a. „Best Screenplay“ & „Best Lead Actor“) – für „Technically Single“
- 2018: Rio Webfest – 5 Nominierungen (u. a. „Best Comedy“ & „Best Directing“) – für „Technically Single“[30]
- 2018: Miami Indie Film Festival – WINNER „Best Webseries“ – für „Technically Single“
- 2019: New York Winter Film Awards – Nominierung „Best Webseries“ – für „Technically Single“[31]